# 海鮒
海鮒，為輻鰭魚綱鱸形目隆頭魚亞目海鯽科的其中一種，分布於西北太平洋的日本、韓國、黃海海域，體長可達24公分，生活在沙底質或岩石底質海域，屬肉食性，胎生，可做為食用魚及遊釣魚。

## 擴展閱讀
維基物種上的相關：海鮒